# Yanam
Yanam (Yanaon nella vecchia grafia francese, telugu యానాం) è una suddivisione dell'India, classificata come municipality, di 31.362 abitanti, capoluogo del distretto di Yanam, nello territorio federato di Pondicherry. In base al numero di abitanti la città rientra nella classe III (da 20.000 a 49.999 persone).

## Geografia fisica
La città è situata a 16° 43' 60 N e 82° 13' 0 E, al livello del mare.

## Società

### Evoluzione demografica
Al censimento del 2001 la popolazione di Yanam assommava a 31.362 persone, delle quali 15.876 maschi e 15.486 femmine. I bambini di età inferiore o uguale ai sei anni assommavano a 4.308, dei quali 2.182 maschi e 2.126 femmine. Infine, coloro che erano in grado di saper almeno leggere e scrivere erano 20.062, dei quali 10.834 maschi e 9.228 femmine.